# Кораблинское благочиние

Кораблинское благочиние — благочиннический округ Скопинской епархии. Границы округа совпадают с границами Кораблинского района Рязанской области. На 2011 год в благочиние 14 действующих храмов
| Изображение | Название                                                   | Местное название    | Дата постройки | Населенный пункт | Состояние | Примечание  |
| ----------- | ---------------------------------------------------------- | ------------------- | -------------- | ---------------- | --------- | ----------- |
|             | Церковь Петра и Павла                                      | Петро-Павловская    | 1676           | Юраково          | сохранена |             |
|             | Церковь Введения Пресвятой Богородицы                      | Введенская          | 1676           | Троица-Лесуново  | действует |             |
|             | Церковь Симеона Столпника                                  | Симеоновская        | 1676           | Семион           | действует | [ 2 ] [ 3 ] |
|             | Церковь Воскресения Словущего                              | Воскресенская       |                | Пустотино        | действует |             |
|             | Церковь Тихвинской иконы Пресвятой Богородицы              | Тихвинская          | 1806           | Пехлец           | действует |             |
|             | Церковь Параскевы Пятницы                                  | Пятницкая           | 1848           | Незнаново        | действует |             |
|             | Церковь Воздвижения Честного Креста Господня               | Крестовоздвиженская | 1838           | Ключ             | действует |             |
|             | Церковь Пресвятой Троицы                                   | Троицкая            |                | Кипчаково        | действует |             |
|             | Церковь Архангела Михаила                                  | Архангельская       | 1694           | Ерлино           | действует |             |
|             | Церковь Николая Чудотворца с приделом в честь Иоанна Воина | Иоанновская         | 1825           | Бестужево        | действует |             |
|             | Церковь Успения Пресвятой Богородицы                       | Успенская           | 1676           | Аманово          | действует |             |
|             | Церковь во имя благоверного князя Александра Невского      | Александро-Невская  | 1892           | Ибердский        | действует |             |
|             | Церковь Покрова Пресвятой Богородицы                       | Покровская          | 1676           | Кораблино        | действует |             |
|             | Церковь Казанской Иконы Пресвятой Богородицы               | Казанская           |                | Кораблино        | действует |             |